# Аффинная комбинация
Аффинная комбинация — линейная комбинация заданных векторов {\displaystyle x_{1},\dots ,x_{n}} векторного пространства {\displaystyle V} над полем {\displaystyle F}:
{\displaystyle \sum _{i=1}^{n}{\alpha _{i}x_{i}}=\alpha _{1}x_{1}+\alpha _{2}x_{2}+\cdots +\alpha _{n}x_{n}},
сумма коэффициентов в которой равна 1, то есть:
{\displaystyle \sum _{i=1}^{n}{\alpha _{i}}=1}.
Операция взятия аффинной комбинации коммутирует с любым аффинным преобразованием {\displaystyle T} в том смысле, что:
{\displaystyle T\sum _{i=1}^{n}{\alpha _{i}x_{i}}=\sum _{i=1}^{n}{\alpha _{i}Tx_{i}}}.
В частности, любая аффинная комбинация неподвижных точек заданного аффинного преобразования {\displaystyle T} является также неподвижной точкой {\displaystyle T}, так что множество неподвижных точек {\displaystyle T} образует аффинное подпространство (в трёхмерном пространстве: прямая или плоскость, а в тривиальных случаях, точка или всё пространство).
Когда стохастическая матрица {\displaystyle A} действует на вектор-столбец {\displaystyle B}, результатом будет вектор-столбец, элементы которого являются аффинными комбинациями элементов {\displaystyle B} с коэффициентами из строк матрицы {\displaystyle A}.
Специализация понятия — выпуклая комбинация, для которой дополнительно требуется неотрицательность скалярных коэффициентов в линейной комбинации.  